# Jász Múzeum
A Jász Múzeum Magyarország egyik legrégibb tájmúzeuma, mely Jászberényben található. Történelmi, régészeti és néprajzi kiállításai vannak. Legismertebb kiállított műtárgya Lehel kürtje. A múzeum őrzi – többek között – Székely Mihály operaénekes hagyatékát is.

## Története
A múzeumalapítás gondolata Jászberényben  – az országban elsők között – 1873-ban merült fel . Az akkori Jászkun kerületi alkapitány, Sipos Orbán szorgalmazta, hogy a jász történelmi emlékek méltó helyre kerüljenek, ahol az utókor számára is fennmaradhatnak.
A múzeumot 1874. december 26-án avatták fel. Jelenlegi helyére, az 1842-ben a régi városháza köveiből épült  földszintes épületbe 1931-ben költözött végleg.

## Lehel kürtje
„Lél (Lehel) kürtje” a múzeum nevezetes műtárgya, bár semmi sem bizonyítja, hogy azonos lenne a hagyomány szerinti eredetivel. A Képes krónika egy iniciáléja azt egy hosszú, egyenes trombitafélének ábrázolja. A legendát táplálhatta, hogy megtalálásakor a kürt felső pereméből egy darab hiányzott, csorba volt. A kürt bizánci, stílusú, elefántcsontból faragott, díszítése cirkuszi jelenetet ábrázol. Bizonyos elmélet szerint egy, a bizánci stílust jól ismerő kijevi műhelyben készült, és a jász (alán) – orosz kapcsolatok révén került a jászok birtokába. Más elméletek szerint Bizáncban készült, cirkuszi játékok során használták, majd egy földjét szántó gazda bukkant rá, és a sérülést is ekéje okozta.
A jászok életében fontos szerepet töltött be a kürt, egységük jelképévé vált. A jászok kapitánya ünnepi alkalmakkor az övén viselte, a legtöbb jász település címerében megtalálható.
A legújabb időkben kivételes alkalmakkor újra meg szokták szólaltatni.

## Állandó kiállításai
- A Jászság élete
- Régészeti kiállítás,
- A szabadságharc gyermekhősei
- A helytörténeti gyűjteményben található - többek között - a Lehel kürtje.[1]

## Időszaki kiadványa
A Redemptio a jászberényi Jász Múzeum támogatásával kéthavonta – február, április, június, augusztus, október és december végén – kiadott időszaki lap. Alcíme: A jász és kun települések honismereti lapja. 1994-ben alapították a redemptio (önmegváltás) akkoriban tartott 250. évfordulójának tiszteletére. Kiadója a Jász Múzeumért Alapítvány.
A Jászság hagyományainak őrzésén túl a civil szervezetek és a Jász Múzeum jelenét is bemutatja, honismereti cikkeket közöl. Bizonyítani kívánja, hogy a mindig szabad jászok és kunok megőrizték sajátos öntudatukat, büszkeségüket, kultúrájukat.